# فاتو فانواتي
فاتو فانواتي (رمز العملة: VT) هي العملة الوطنية في فانواتو والمعتمدة منذ عام 1982 بعيد استقلالها عن فرنسا والمملكة المتحدة,ولا ينقسم الفاتو إلى تقسيمات فرعية.

## الأوراق النقدية
أصدر بنك فانواتو المركزي في 22 مارس 1982 100 و500 و1000 فاتو. حلت هذه العملات الورقية محل العملات الورقية الفرنسية لهيبريدس الجديدة السابقة.أُصدرت 100 فاتو في عام 1988. أُصدرت 5000 فاتو في عام 1989.
بعد إعادة الهيكلة المالية في عام 1993 تولى بنك فانواتو الاحتياطي إصدار النقود الورقية وأصدر 500 و1000 فاتو. أصدرت 200 فاتو لأول مرة في عام 1995. في عام 2011 أصدرت 5000 فاتو بوليمر. أصدرت 10000 فاتو بوليمر كإصدار تذكاري في 28 يوليو 2010. ولم تعد متداولة اعتبارًا من 2013. قدم بنك فانواتو الاحتياطي في 9 يونيو 2014 سلسلة جديدة من أوراق بوليمر.